# Tres Vírgenes
Tres Vírgenes è un complesso di vulcani situato nel nord dello Stato della Bassa California del Sud, nella penisola di Bassa California, nel nordovest del Messico.
Il complesso è composto da tre vulcani, allineato da nord-est a sud-ovest, con El Viejo, il più antico, a nord-est, El Azufre nel mezzo, e il più giovane, El Virgen, a sud-ovest.
L'ultima eruzione vulcanica nel complesso è avvenuta sull'El Virgen, ma la data esatta è contestata.